# Nazionale di bob del Giappone
La nazionale di bob del Giappone è la selezione che rappresenta il Giappone nelle competizioni internazionali di bob.
La squadra ha partecipato a dodici edizioni dei Giochi olimpici invernali.

## Storia

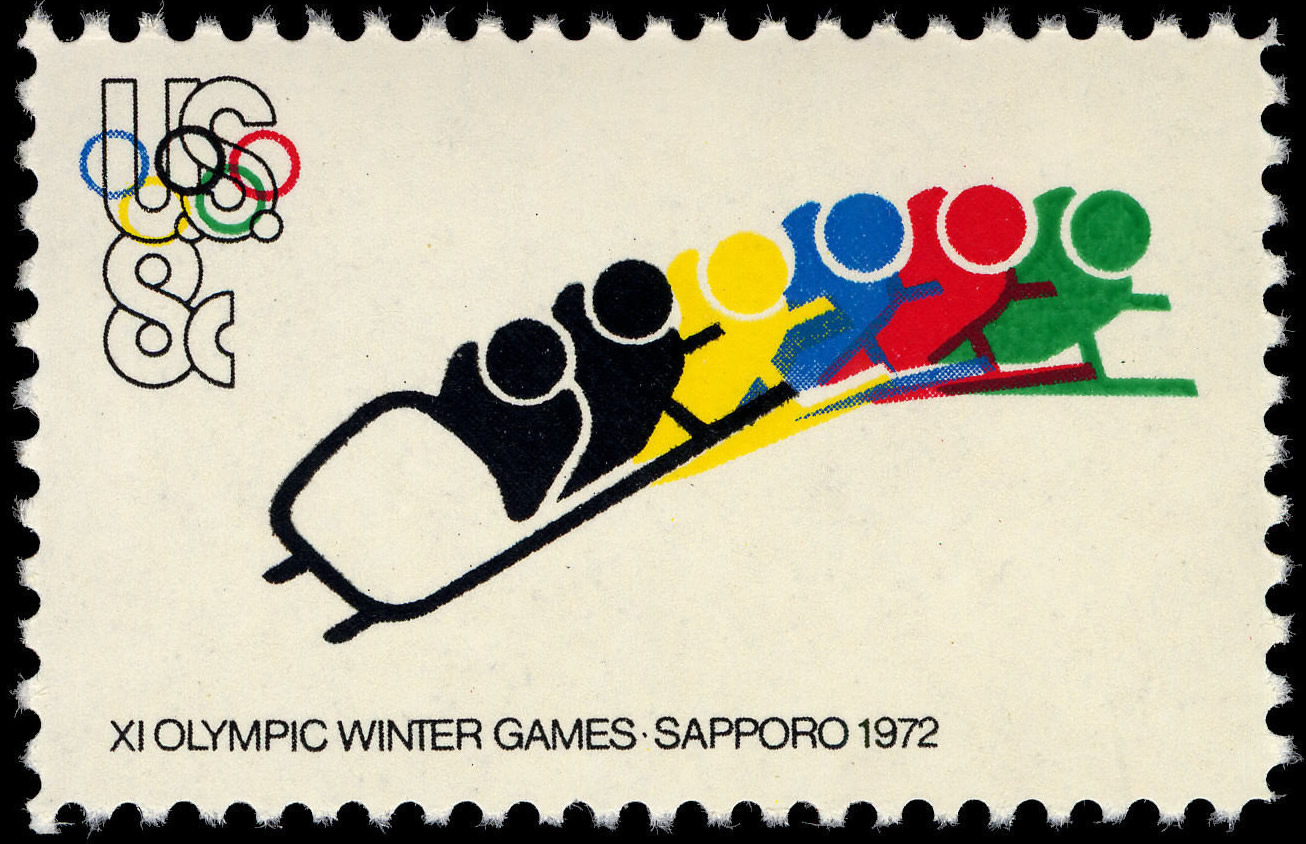
Francobollo commemorativo delle Olimpiadi invernali di

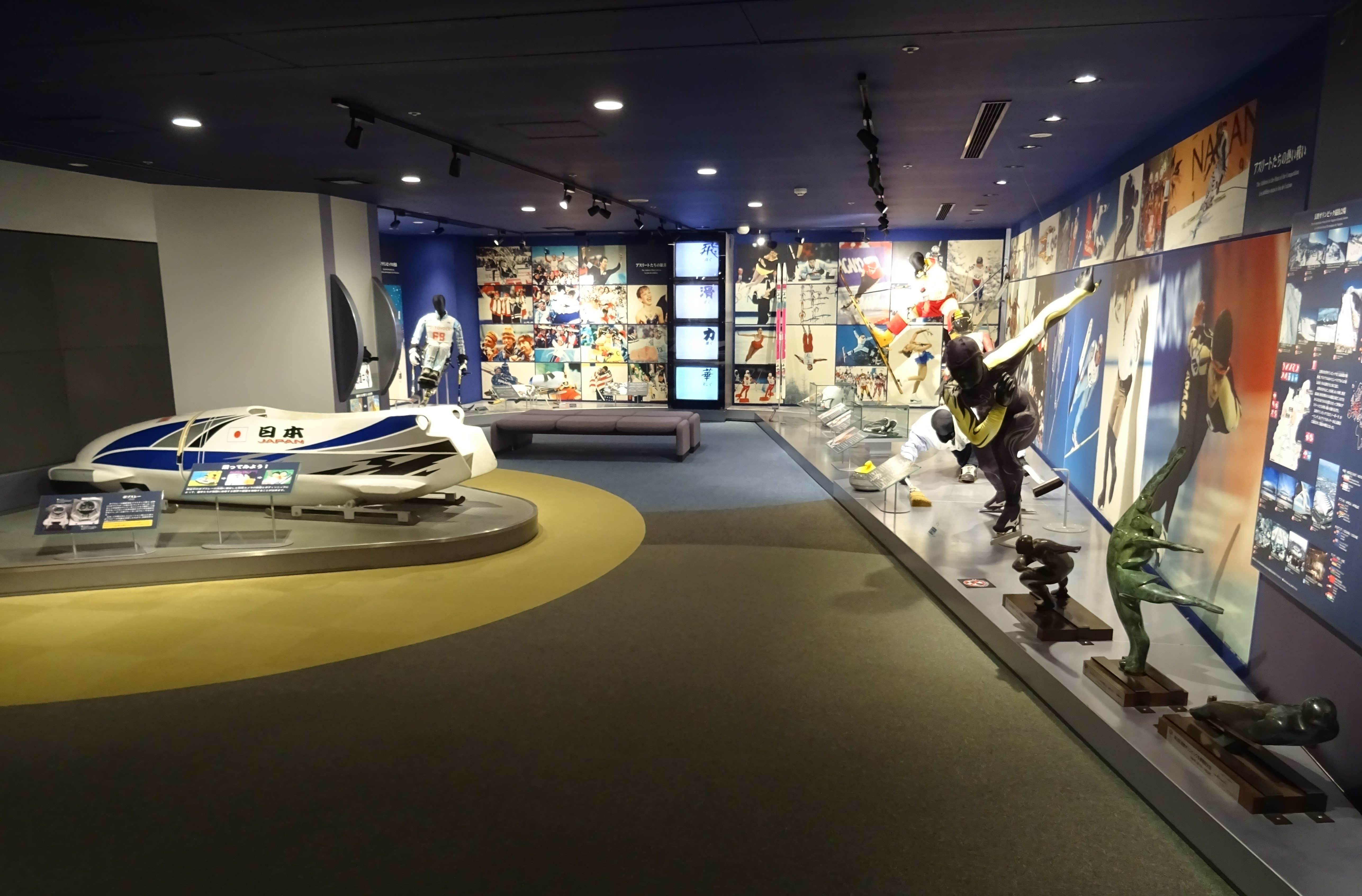
Il bob giapponese esposto al museo olimpico di Nagano

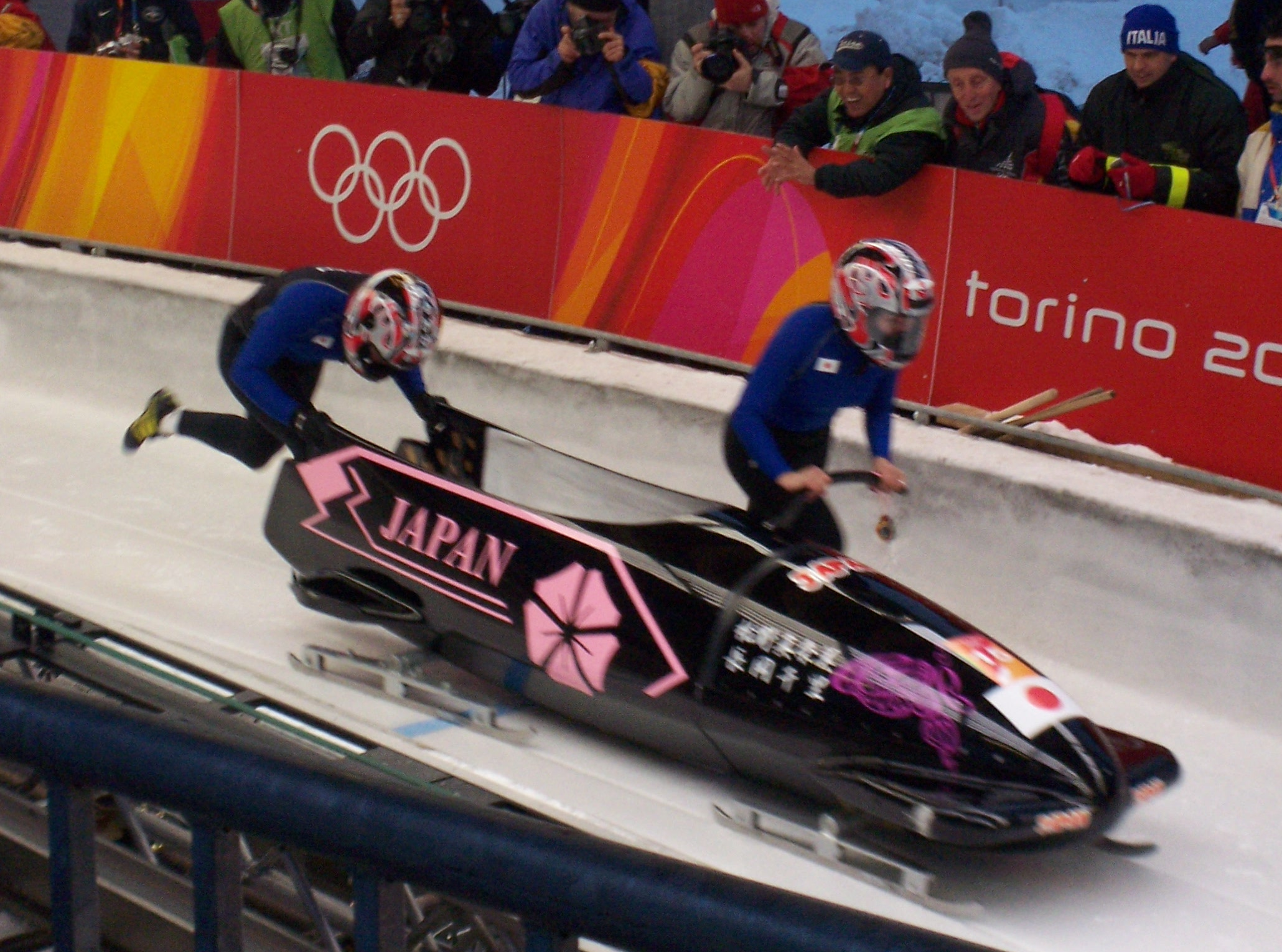
Chisato Nagaoka e Manami Hino alle Olimpiadi di

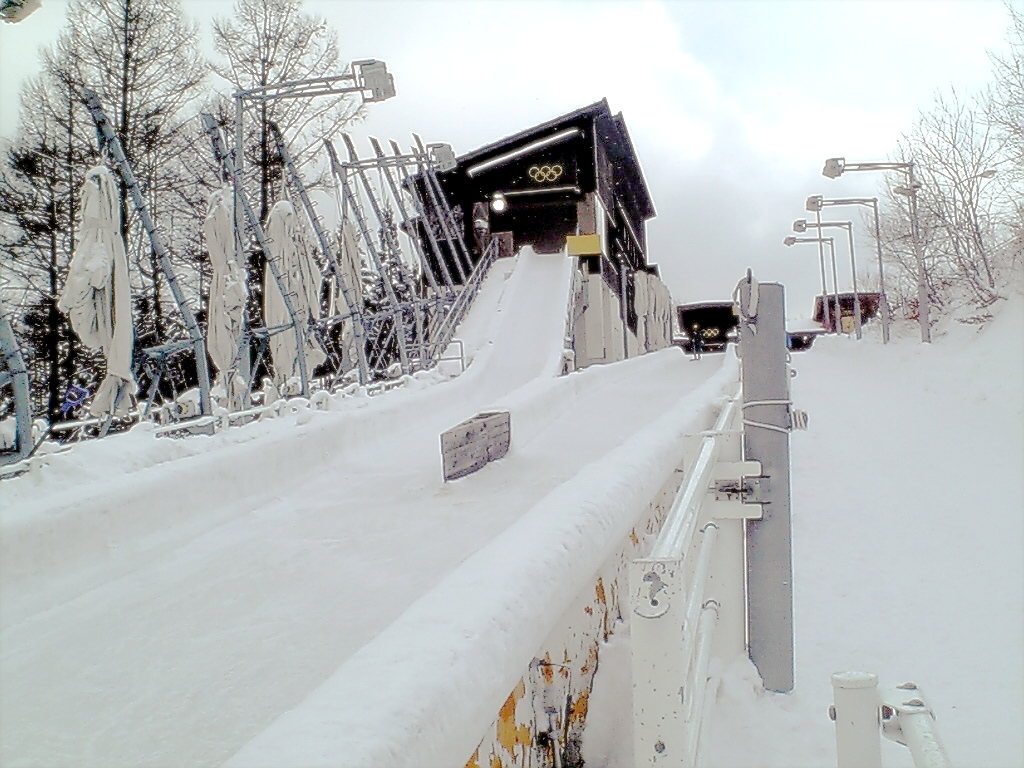
Partenza della Spirale di Nagano nel 2007

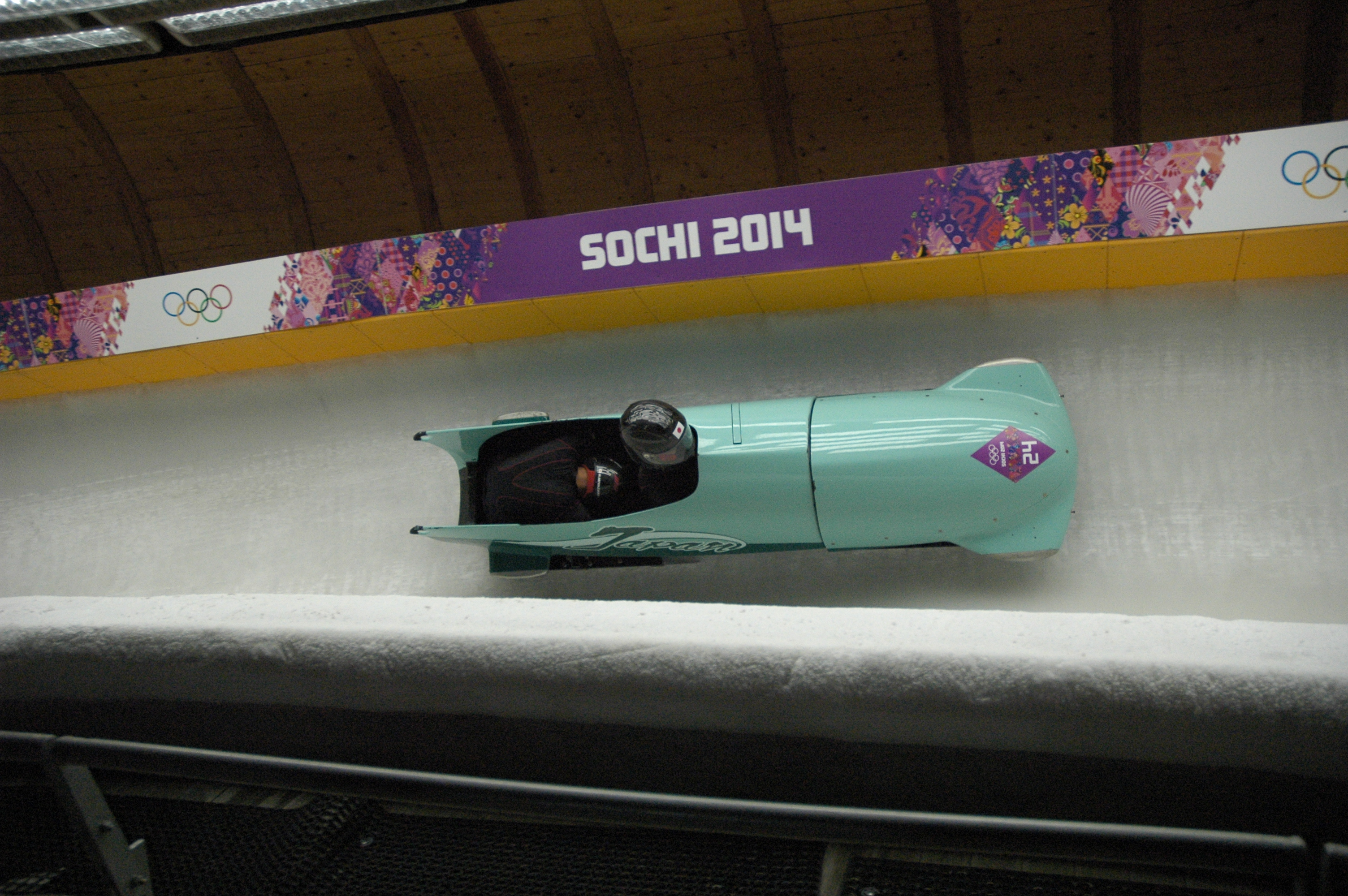
Hiroshi Suzuki e Hisashi Miyazaki alle Olimpiadi di

La pratica del bob fu introdotta in Giappone nel 1937, quando il progettista tedesco S. Zentztzki fu invitato a Sapporo per costruire un campo di pratica in previsione di ospitare i Giochi olimpici invernali 1940. Il 12 febbraio 1938 si tenne la prima gara di bob in Giappone su una pista lunga 600 metri, ma vi furono molti ribaltamenti e solo un equipaggio riuscì a completare la discesa; il percorso fu quindi accorciato con riluttanza a 300 metri, ma ugualmente solo tre vetture completarono la gara. Tuttora, il 12 febbraio è celebrato in Giappone come la "giornata del bob" (in giapponese ボブスレーの日?, bobusurē no hi), in ricordo di quella prima gara a Sapporo. Lo scoppio della seconda guerra sino-giapponese portò alla riassegnazione delle Olimpiadi invernali del 1940 prima a Sankt Mortitz e poi a Garmisch-Partenkirchen, per poi essere definitivamente annullate all'inizio della seconda guerra mondiale.
Dopo l'assegnazione dei Giochi olimpici invernali di Sapporo 1972, venne realizzata una pista sul monte Teine tra l'ottobre 1969 e il gennaio 1972, con un costo di 433 milioni di yen. Al debutto olimpico, nella gara di bob a quattro la squadra giapponese piazzò un equipaggio al 12°, mentre l'altro fu squalificato dopo la seconda discesa; nel bob a due si classificarono 15º e al 21º posto (ultimo).
Alle Olimpiadi di Innsbruck 1976 il bob a quattro giapponese giunse al 18º posto su 21 partenti, mentre il bob a due giunse in terzultima ed ultima posizione. Di nuovo a Lake Placid 1980 si registrò un pessimo risultato, con il 19º posto nel bob a due (penultimo). Alle Olimpiadi di Sarajevo 1984 il Giappone fu sfidato per la prima volta da un'altra squadra asiatica al debutto, la Nazionale di bob della Cina Taipei: anche in questo caso, i bob giapponesi fecero registrare prestazioni tali da relegarli a fondo classifica, battuti anche dagli avversari di Taiwan. A partire dalle Olimpiadi di Calgary 1988 il Giappone riuscì a conquistare la metà classifica, agevolato anche dall'alto numero di partecipanti.
In vista delle Olimpiadi di Nagano 1998, fu realizzata tra il 1993 e 1996 la nuova pista "Spirale", costata 10,1 miliardi di yen. Nelle seconde Olimpiadi ospitate in Giappone, la squadra ottenne il 15º e 16º tempo nel bob a quattro (su 32 squadre) e il 16º e 19º tempo del bob a due (su 38 equipaggi). A seguito dell'apertura della Spirale di Nagano, la pista di bob del monte Teine a Sapporo fu chiusa nel febbraio 2000 per lo scarso utilizzo. Nel 1999 e nel 2003 si tennero gare di bob sulla piccola pista (500 metri) del comprensorio sciistico del Fujino vicino a Sapporo. Nel 1997 venne inaugurato a Kamikuishiki il parco di divertimento Regno di Gulliver del monte Fuji (富士ガリバー王国), fallito poi nel 2001, che comprendeva una pista di bob lunga 900 metri utilizzabile in inverno su ghiaccio ed in estate con veicoli muniti di ruote.
Ai Giochi invernali di Torino 2006 debuttò la squadra femminile composta da Manami Hino e Chisato Nagaoka, che giunsero all'ultimo posto della gara di bob a due femminile.
Nel 2011 il distretto industriale di Ōta (Tokyo) lanciò il progetto di rete "Bob Shitamachi" per svilippare la costruzione di slitte da bob e promuovere le competenza tecnologiche di circa 100 piccole aziende giapponesi coinvolte. Dopo aver fatto debuttare il primo prototipo in una gara ufficiale del marzo 2013, la federazione giapponese di bob chiese di apportare numerose modifiche che non consentirono di utilizzarlo alle Olimpiadi di Soči 2014, spegnendo poi ogni speranza quando fu annunciato che non sarebbe stato usato neppure per le successive Olimpiadi di Pyeongchang 2018. Il consorzio pensò allora di sponsorizzare l'equipaggio femminile della Nazionale di bob della Giamaica, ma anche in questo caso la squadra tropicale decise di non usare il bob di produzione giapponese per problemi di sicurezza, bassa velocità aerodinamica e rischio di squalifica per violazione degli standard internazionali, preferendo un mezzo di fabbricazione lettone.
A seguito dell'inaugurazione della pista olimpica di Alpensia per le Olimpiadi di Pyeongchang 2018 in Corea del Sud, l'attività della pista di Nagano venne chiusa a partire dalla stagione 2018-2019, costringendo i bobbisti giapponesi ad allenarsi in Canada e Germania ed interrompendo altresì l'organizzazione dei Campionati nazionali giapponesi di bob per la prima volta dopo 50 anni. La chiusura delle piste giapponesi e l'avvento delle emergenti nazionali della Corea del Sud (che vinse l'argento olimpico nel 2018) e della Cina hanno portato al progressivo declino della pratica del bob in Giappone.

## Partecipazione ai Giochi olimpici invernali

### Bob a quattro maschile
| anno | città          | classifica | composizione |
| ---- | -------------- | ---------- | --- |
| 1972 | Sapporo        | 12° DQ     | Susumu Esashika, Kazumi Abe, Rikio Sato, Yoshiyuki Ichihashi Toshihisa Nagata, Hiroshi Inaba, Koichi Sugawara, Akihiko Suzuki |
| 1976 | Innsbruck      | 18°        | Susumu Esashika, Kazumi Abe, Rikio Sato, Kimihiro Shinada                                                                     |
| 1984 | Sarajevo       | 24°        | Hiroshi Okachi, Yuji Yaku, Yuji Funayama, Satoshi Sugawara                                                                    |
| 1988 | Calgary        | 18°        | Takao Sakai, Toshio Wakita, Yuji Yaku, Naomi Takewaki                                                                         |
| 1992 | Albertville    | 17°        | Toshio Wakita, Ryoji Yamazaki, Fuminori Tsushima, Naomi Takewaki                                                              |
| 1994 | Lillehammer    | 18°        | Naomi Takewaki, Hiroyuki Oshima, Hiroshi Suzuki, Takashi Ohori                                                                |
| 1998 | Nagano         | 15° 16°    | Naomi Takewaki, Hiroaki Ohishi, Takashi Ohori, Masanori Inoue Toshio Wakita, Yasuo Nakamura, Toshiya Onoda, Shinji Aoto       |
| 2002 | Salt Lake City | 20°        | Hiroshi Suzuki, Shinji Miura, Shinji Doigawa, Masanori Inoue                                                                  |
| 2010 | Vancouver      | 21°        | Hiroshi Suzuki, Ryuichi Kobayashi, Shinji Doigawa, Masaru Miyauchi                                                            |
| 2014 | Soči           | 24°        | Hiroshi Suzuki, Toshiki Kuroiwa, Shintaro Sato, Hisashi Miyazaki                                                              |

### Bob a due maschile
| anno | città          | classifica | composizione                                                    |
| ---- | -------------- | ---------- | --------------------------------------------------------------- |
| 1972 | Sapporo        | 15° 21°    | Susumu Esashika, Kazumi Abe Akihiko Suzuki, Rikio Sato          |
| 1976 | Innsbruck      | 22° 24°    | Rikio Sato, Kimihiro Shinada Susumu Esashika, Kazumi Abe        |
| 1980 | Lake Placid    | 19°        | Yoshimitsu Kadowaki, Yuji Funayama                              |
| 1984 | Sarajevo       | 20° 27°    | Hiroshi Okachi, Yuji Yaku Yuji Funayama, Satoshi Sugawara       |
| 1988 | Calgary        | 20° DNF    | Yuji Yaku, Toshio Wakita Takao Sakai, Naomi Takewaki            |
| 1992 | Albertville    | 19° 21°    | Toshio Wakita, Ryoji Yamazaki Naomi Takewaki, Fuminori Tsushima |
| 1994 | Lillehammer    | 18° 19°    | Naomi Takewaki, Hiroshi Suzuki Toshio Wakita, Takashi Ohori     |
| 1998 | Nagano         | 17° 19°    | Naomi Takewaki, Hiroaki Ohishi Hiroshi Suzuki, Masanori Inoue   |
| 2002 | Salt Lake City | 21° 29°    | Masanori Inoue, Hiroshi Suzuki Shinji Miura, Hiroaki Ohishi     |
| 2006 | Torino         | 27°        | Suguru Kiyokawa, Ryuichi Kobayashi                              |
| 2010 | Vancouver      | 21°        | Hiroshi Suzuki, Ryuichi Kobayashi                               |
| 2014 | Soči           | 26°        | Hiroshi Suzuki, Hisashi Miyazaki                                |

### Bob a due femminile
| anno | città     | classifica | composizione                 |
| ---- | --------- | ---------- | ---------------------------- |
| 2006 | Torino    | 15°        | Manami Hino, Chisato Nagaoka |
| 2010 | Vancouver | 16°        | Manami Hino, Konomi Asazu    |